# Kamienica Szarffenbergów w Krakowie
Kamienica Szarffenbergów – zabytkowa kamienica znajdująca się w Krakowie, w dzielnicy I Stare Miasto przy ulicy Grodzkiej 3, na Starym Mieście.

## Historia kamienicy
Kamienica została wzniesiona w XIV wieku. Na przełomie XV i XVI wieku została przebudowana. W 1570 została zakupiona przez Mikołaja Szarffenberga, który założył w niej drukarnię. Na podstawie przywileju króla Zygmunta II Augusta miała ona wyłączne prawo drukowania: statutów, konstytucji sejmowych, przywilejów i innych druków urzędowych. W 1606 budynek wraz z zakładem przeszedł w ręce syna Mikołaja – Jana. W 1623 kamienicę nabył Stanisław Germański, który oprócz drukarni prowadził w niej także księgarnię. Dom spłonął podczas wielkiego pożaru Krakowa w 1850, jednak wkrótce został odbudowany. Z tego okresu pochodzi późnoklasycystyczna fasada. W 2015 kamienica przeszła remont konserwatorski.